# Oberkrämer
Oberkrämer é um município da Alemanha, situado no distrito de Oberhavel, no estado de Brandemburgo. Tem 10,754 km² de área, e sua população em 2019 foi estimada em 11.727 habitantes.